# Aleksander Kucharski
Aleksander Kucharski, znany jako Alexander Kucharsky lub Alexandre Couaski (ur. 18 marca 1741 w Warszawie, zm. 5 listopada 1819 w Paryżu) – polski malarz, tworzący we Francji. Swoje obrazy podpisywał jako Kucharsky.
Jako chłopiec Kucharski służył na dworze króla Stanisława Augusta Poniatowskiego. Malarstwo studiował w warszawskim studio Marcello Bacciarellego. Dzięki królewskiemu stypendium wyjechał do Paryża i tam w latach 1760–1769 kontynuował naukę pod okiem Joseph-Marie Viena i Carle van Loo w Akademii Królewskiej. Stanisław August chciał, aby Kucharski zajął się malarstwem historycznym, ale sam artysta wolał portret i dlatego stracił stypendium. W latach 1776–1778 pracował na dworze księcia de Condé, ale wśród jego klientów znajdowali się przedstawiciele również innych francuskich rodów szlacheckich i polscy magnaci (których wielu przybyło do Francji po ślubie króla Ludwika XV z Marią Leszczyńską).
Po tym jak w 1789 Élisabeth Vigée-Lebrun opuściła dwór królewski, Kucharski został nadwornym malarzem królowej Marii Antoniny Austriaczki. Namalował kilka portretów królowej, dzieci królewskich i członków dworu m.in. Marii Luizy, księżniczki de Lamballe i hrabiego d’Artois, oraz carycy Katarzyny Wielkiej. Najbardziej znanymi pracami Kucharskiego są jego portrety Burbonów, powstałe tuż przed lub tuż po wybuchu rewolucji francuskiej – w więzieniach Temple lub Conciergerie, w oczekiwaniu na śmierć. Jeden z ostatnich portretów królowej, przedstawiający ją we wdowim stroju w więzieniu w 1793, wykonał właśnie Kucharski (21 maja 2003 został on sprzedany na aukcji).
W czasie rewolucji francuskiej Kucharsky pozostał wierny monarchii. Na starość zamieszkał w Sainte-Périne, pod Paryżem, a król Ludwik XVIII dał mu pensję.

## Galeria

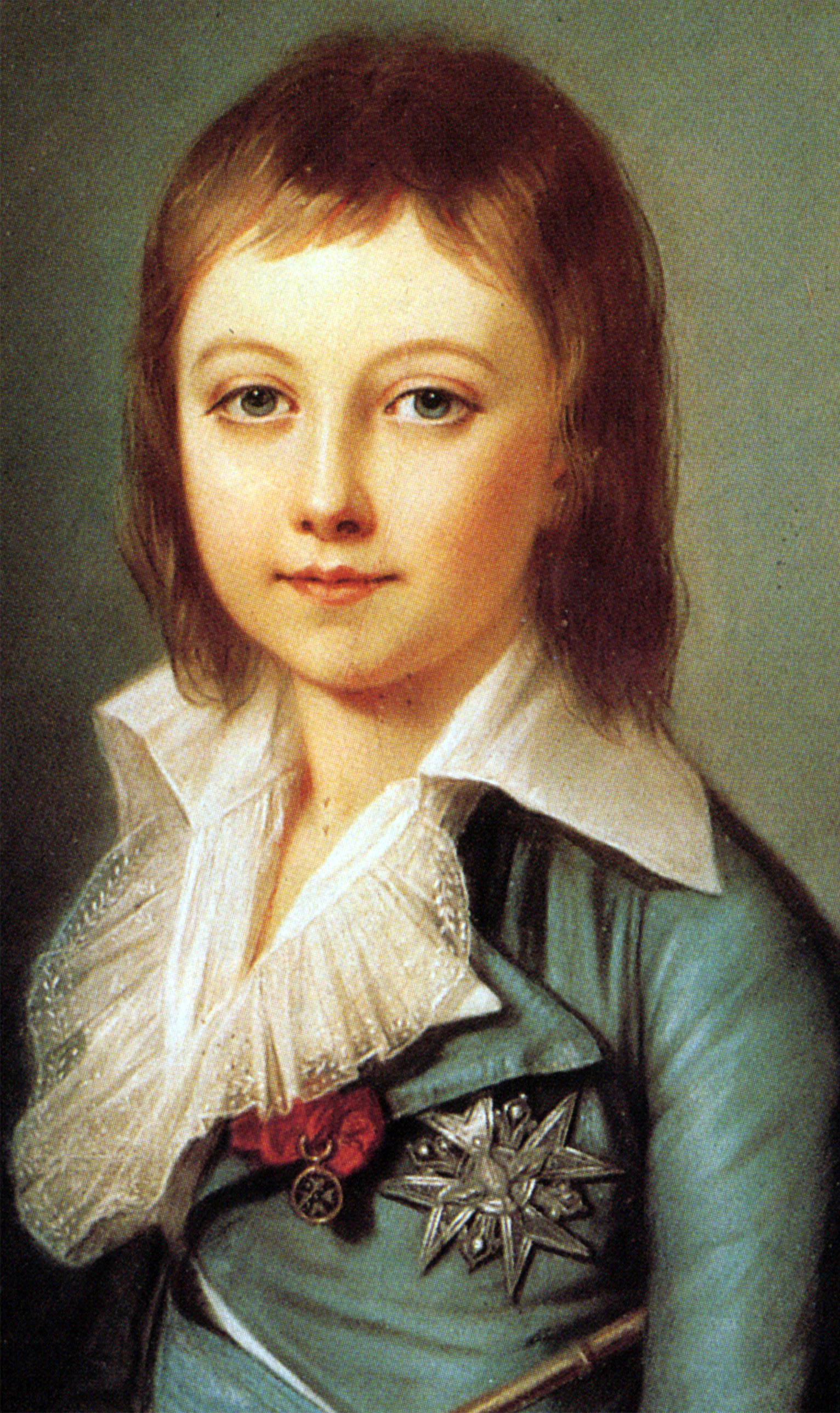
Ludwik Karol, delfin Francji (1789, obraz znajduje się w pałacu wersalskim)
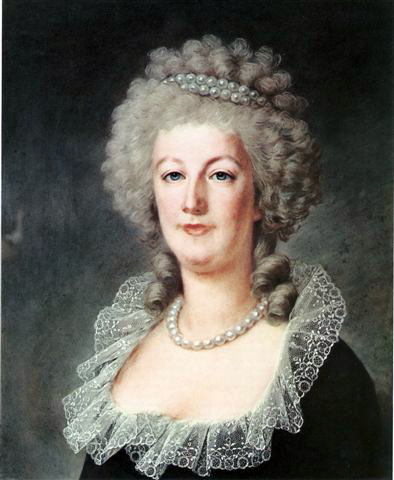
Maria Antonina (ok. 1790)
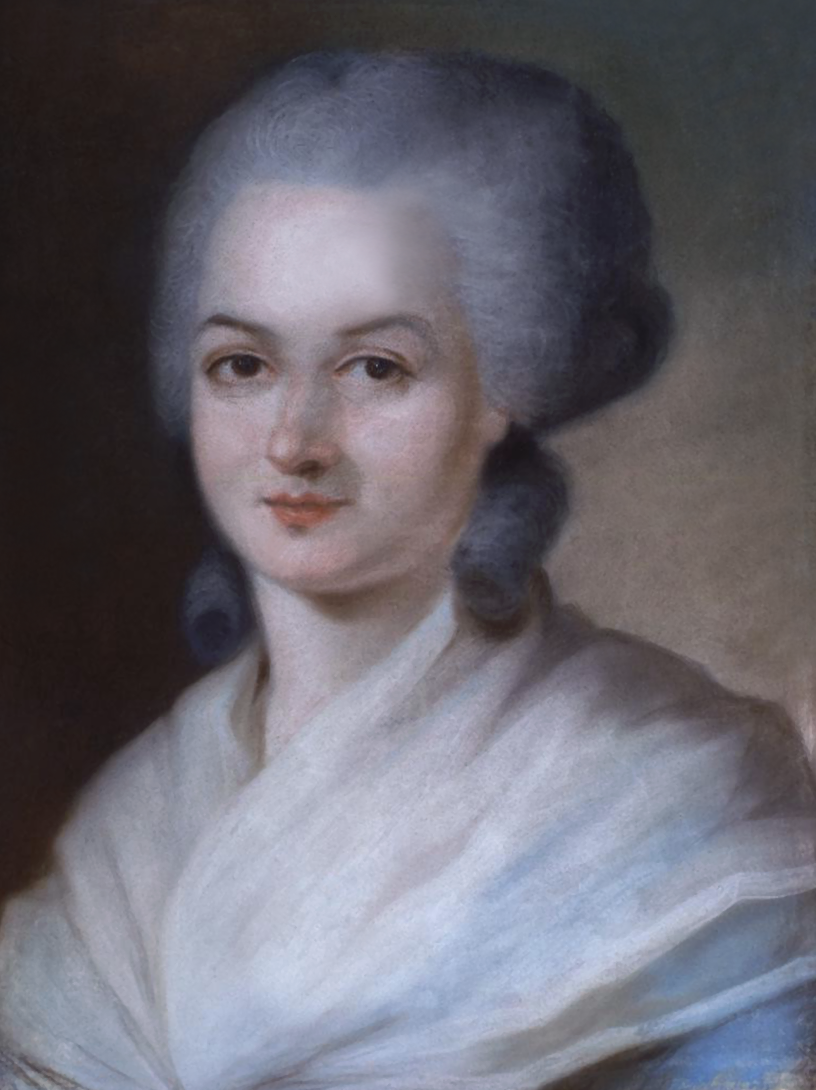
Olimpia de Gouges (przed 1793)
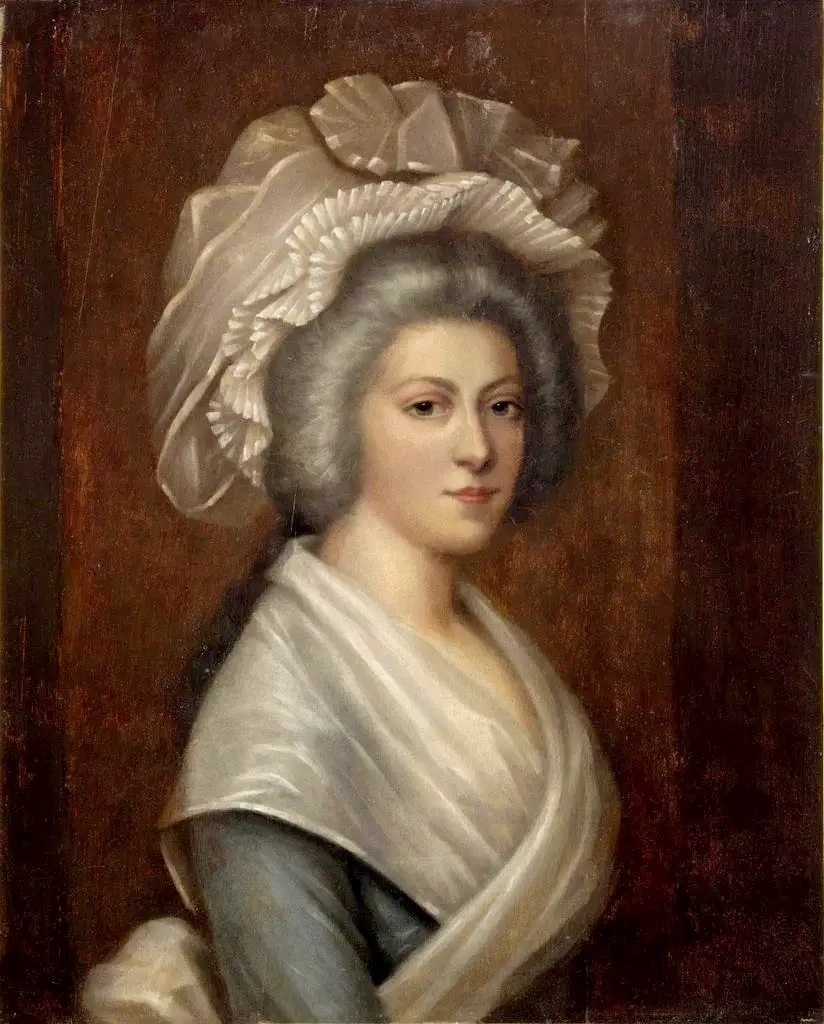
Madame Elisabeth w Temple (1792)
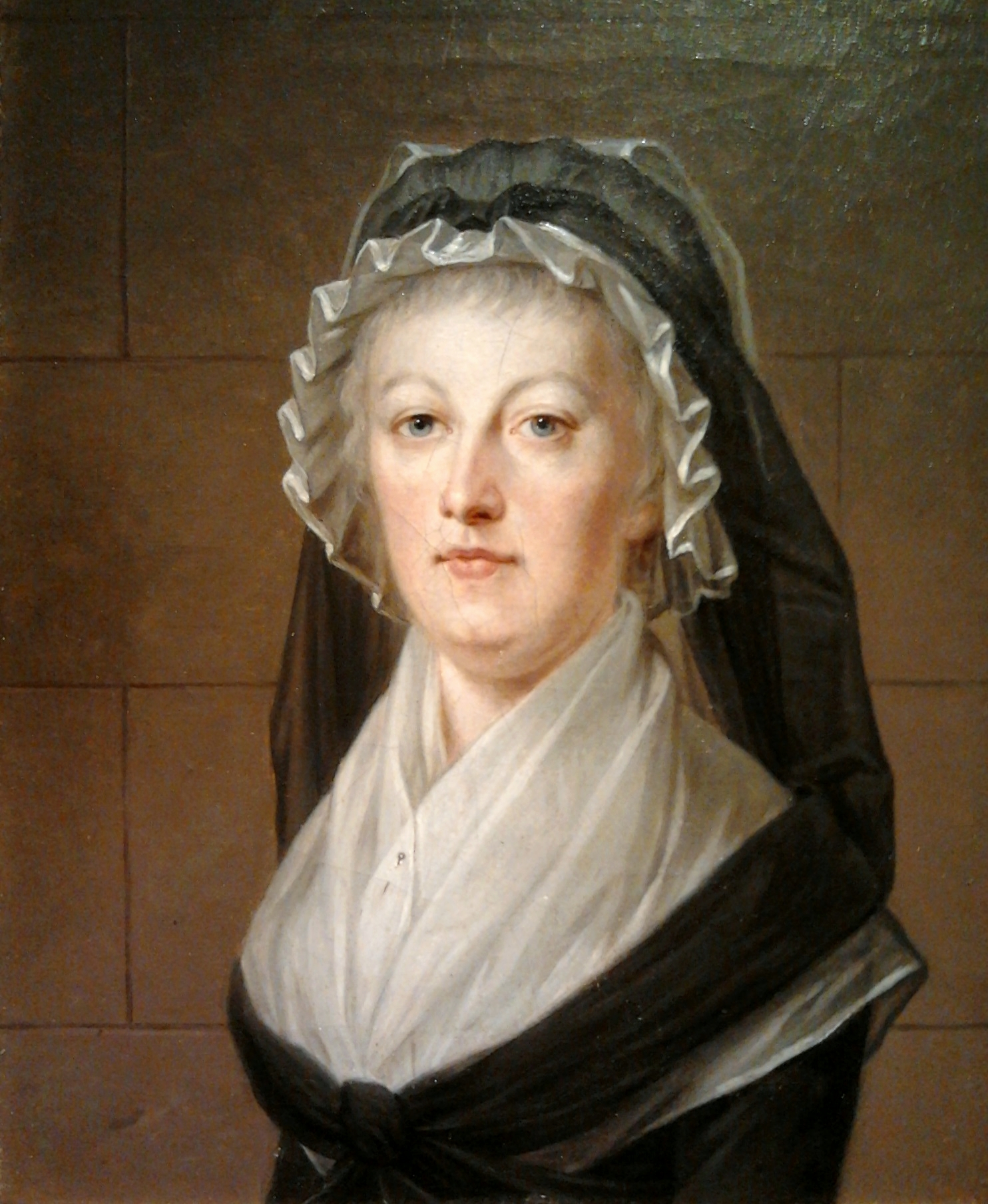
Maria Antonina w Conciergerie (1793)
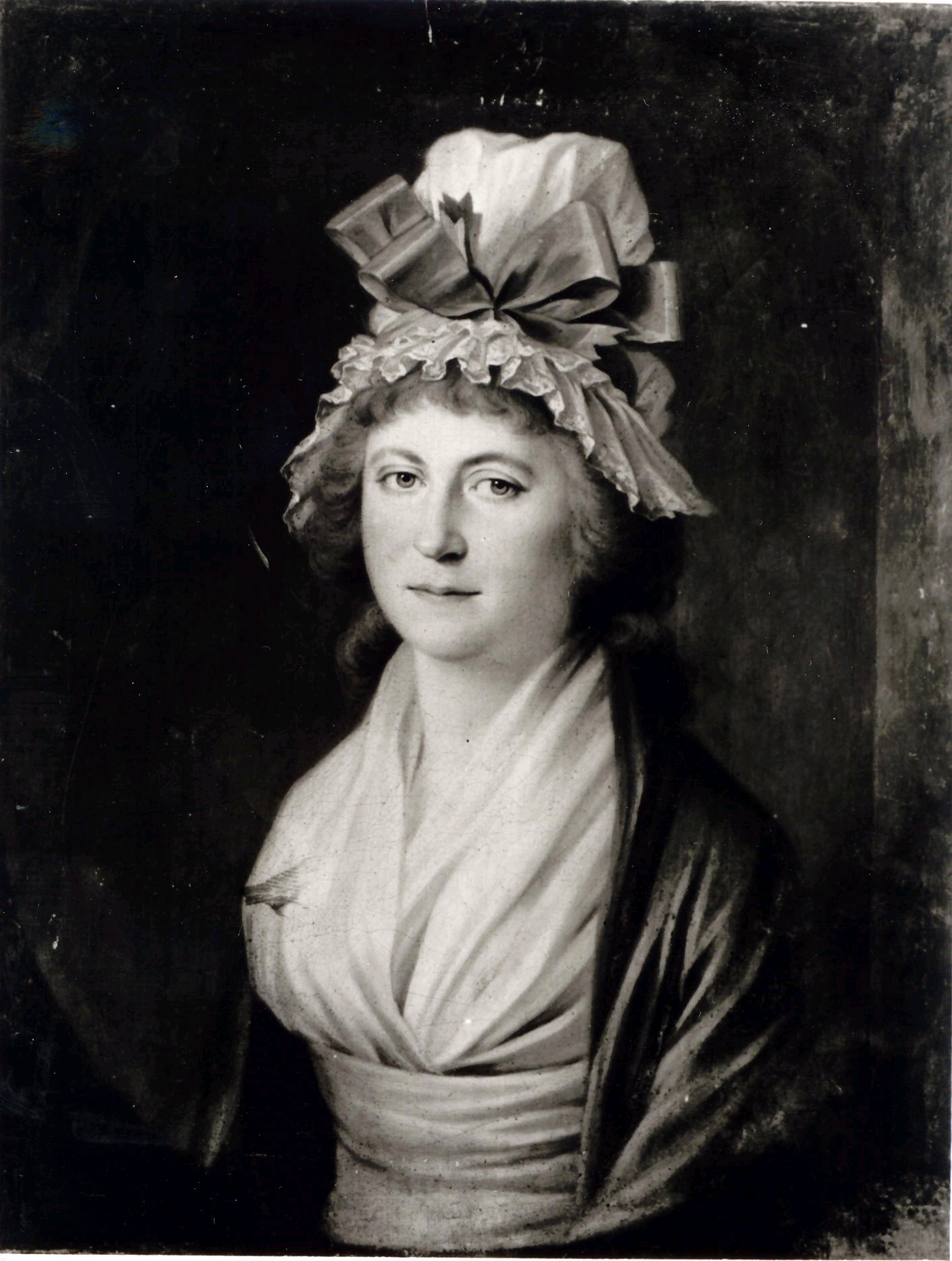
Portret kobiety (obraz zaginął w czasie II wojny światowej)